# Eric Akogyiram
Eric Akogyiram (* 25. Juni 1969) ist ein ehemaliger ghanaischer Leichtathlet, der sich auf den Sprint spezialisiert hat.

## Sportliche Laufbahn
Erste internationale Erfahrungen sammelte Eric Akogyiram vermutlich im Jahr 1987, als er bei den Afrikaspielen in Nairobi in windunterstützten 10,32 s die Silbermedaille im 100-Meter-Lauf hinter dem Nigerianer Chidi Imoh gewann. Kurz darauf schied er bei den Weltmeisterschaften in Rom mit 10,40 s im Halbfinale über 100 Meter aus und schied auch mit der ghanaischen 4-mal-100-Meter-Staffel mit 39,94 s im Semifinale aus. Im Jahr darauf nahm er mit der Staffel an den Olympischen Sommerspielen in Seoul teil und schied dort mit 39,46 s im Halbfinale aus. Zuvor gewann er bei den Afrikameisterschaften in Annaba mit der Staffel in 39,44 s gemeinsam mit John Myles-Mills, Nelson Boateng und Emmanuel Tuffour die Silbermedaille hinter dem nigerianischen Team. 1991 schied er bei den Hallenweltmeisterschaften in Sevilla mit 6,77 s im Halbfinale im 60-Meter-Lauf aus und im August kam er bei den Freiluft-Weltmeisterschaften in Tokio mit 39,55 s mit der Staffel nicht über den Vorlauf hinaus. Im Jahr darauf nahm er erneut an den Olympischen Sommerspielen in Barcelona teil und schied dort mit 10,68 s im Viertelfinale über 100 Meter aus und schied mit der Staffel mit 40,11 s im Semifinale aus. 1993 beendete er dann seine aktive sportliche Karriere im Alter von 34 Jahren.

## Persönliche Bestleistungen
- 100 Meter: 10,23 s, 27. April 1990 in Provo
  - 60 Meter (Halle): 6,77 s, 8. März 1991 in Sevilla
- 200 Meter: 20,76 s (+1,9 m/s), 24. Mai 1990 in Provo